# Basilissa a Anastasia
Svaté Basilissa a Anastasia († 68, Řím) byly křesťanské mučednice během vlády římského císaře Nera.
Byly to vysoce postavené ženy a velmi bohaté. Staly se učednicemi svatých apoštolů Petra a Pavla.
Když císař Nero začal pronásledovat křesťany a byli mučeni a zabiti, Basilissa a Anastasia vzaly těla mučedníků a pohřbily je. Zvěsti o tomto aktu se dostaly až k císaři a za to byly zatčeny. Podrobili je krutému mučení, bičovali je, strhávali jim kůži háky a pálili je. Obě dvě mučení s odvahou zvládaly a vyznávaly jméno Krista. Na příkaz císaře Nera byly obě sťaty mečem.
Jejich svátek je připomínán 15. dubna (28. dubna – juliánský kalendář)